# Budiño (Porriño)
Budiño (oficialmente San Salvador de Budiño) es una parroquia española del municipio de Porriño, perteneciente a la provincia de Pontevedra, en la comunidad autónoma de Galicia.

## Historia
Hacia mediados del siglo XIX, el lugar, ya por entonces perteneciente a Porriño, tenía contabilizada una población de 619 habitantes. Aparece descrito en el cuarto volumen del Diccionario geográfico-estadístico-histórico de España y sus posesiones de Ultramar de Pascual Madoz con las siguientes palabras:

BUDIÑO (San Salvador de): felig. en la prov. de Pontevedra (5 3/4 leg.), part. jud. y dióc. de Tuy (1 1/4), ayunt. de Porriño (3/4): sit. en un plano inclinado, con libre ventilacion y clima saludable. Tiene 154 casas, distribuidas en los l. que la componen, á saber: Orbeulle, Cerquido, Casal, Chan, Bacaria, Vitureria, Picouzo, Castiñeira, Eyris, Langrio, Trapa, Mosteiro y Cruz. La igl. parr. dedicada á San Salvador se halla servida por un cura nombrado y amovible por el cabildo catedral de Tuy. Hay tambien una ermita bajo la advocacion de San Andrés; y una escuela de primeras letras frecuentada por 45 niños, cuyo maestro está dotado con los réditos de una obra pia destinada al efecto. Confina el térm. N. felig. de Atios E. Budiño (San Estéban); S. Sta. Colomba de Rivas de Louro, y O. las de Salceda y Picoña. Cruza por la parte meridional el r. Louro, que nace en los montes de Louredo y desagua en el Mino, en las cercanias de la c. de Tuy. El terreno es desigual y arcilloso, y comprende 2 montes llamados Faro y Pantel que no tienen árboles, pero si muchos y esquisitos pastos. En varios puntos hay fuentes de buenas aguas, las cuales utilizan los hab. para su gasto doméstico y para otros objetos; encontrándose en distintas direcciones mucho arbolado de diversas especies. Los caminos son locales, y tambien atraviesa el térm. el que conduce desde Porriño á Tuy: el correo se recibe de la cab. del ayunt. prod.: trigo, centeno, maiz, vino, habichuelas y lino; se cria ganado vacuno, lanar, cabrio y de cerda. ind.: ademas de la agricola y ganaderia, hay distintos molinos harineros. pobl.: 152 vec., 619 alm. contr. con el ayunt. (V.)
(Madoz, 1846, p. 472)

En 2022, tenía empadronados 2056 habitantes.